# Mertenberg
Mertenberg ist ein Gemeindeteil der Stadt Schnaittenbach im Landkreis Amberg-Sulzbach in der Oberpfalz in Bayern.

## Geschichte
1283 bestanden in Mertenperg drei Lehen. König Ludwig der Bayer übertrug am 20. September 1320 dem jungen Konrad dem Nothafft diese Güter. 1326 gab es zu Mertenberg fünf Lehen, drei davon waren im Besitz des Ortlieb Zenger, zwei gehörten dem Herzog.
Am 1. Mai 1978 wurde die Gemeinde Kemnath am Buchberg, zu der das Dorf Mertenberg gehörte, in die Stadt Schnaittenbach eingegliedert.

## Verkehr
Mertenberg liegt an der Staatsstraße 2399 zwischen Kemnath am Buchberg und Freudenberg. Von Kemnath am Buchberg sind es zwei Kilometer bis Mertenberg.
An den öffentlichen Nahverkehr ist Mertenberg über eine Buslinie angebunden. Dabei handelt es sich um die Linie 74 der RBO zwischen Götzendorf oder Mertenberg und Schnaittenbach.
Die nächstgelegenen Bahnhöfe befinden sich in Wernberg-Köblitz (11 km), Nabburg (13 km) und in Amberg (18 km).